# Luís Francisco Estêvão Soares de Melo da Silva Breyner
Luís Francisco Soares de Melo da Silva Breyner de Sousa Tavares e Moura (Porto, 23 de agosto de 1801 — Lisboa, 13 de novembro de 1865), 1.º conde de Melo, aristocrata e político que se destacou na Guerra Civil Portuguesa e durante a fase inicial a monarquia constitucional portuguesa. 

## Biografia
Esteve na ilha Terceira incorporado nas tropas liberais, seguindo para o Porto integrado no Exército Libertador. Entre outras funções de relevo, foi vogal do Supremo Conselho de Justiça, vice inspetor da Academia de Belas-Artes de Lisboa, membro da Academia de São Lucas, senador, par do reino (por carta de 1 de outubro de 1835) e presidente da Câmara Municipal de Lisboa (1840).
Foi feito conde de Melo por carta de 24 de janeiro de 1835.
Em 1847 tomou parte ativa na revolução popular dirigida pela Junta Governativa do Porto, que o fez marquês de Melo (título que não chegou a ter validade) e lhe entregou o comando das forças militares no Alentejo. Em junho de 1847, rendeu-se juntamente com Sá da Bandeira, após a chamada "batalha do Alto do Viso", que pôs termo à Revolução da Maria da Fonte. 
Passou em seguida à disponibilidade no exército português mas, antes de falecer, ainda voltou ao serviço ativo, como membro do Supremo Tribunal da Justiça Militar.

## Família
Era filho de Pedro de Melo Breyner e Meneses (que foi Embaixador em Roma e Paris, assumiu interinamente a Secretaria de Estado dos Negócios Estrangeiros em 07.12.1826, e recebeu o título de 12.º senhor da Trofa, a pedido de sua mulher, por esta ser sobrinha-neta do último senhor), e de D. Ana Rufina de Melo, 18.ª senhora de Melo.
Neto paterno de Francisco José de Melo, 3.º senhor de Vila Verde de Ficalho, e de D. Isabel Josefa de Breyner e Meneses, 1.ª condessa de Ficalho.
Neto materno de Estevão Soares de Melo Sousa Lacerda Tavares Barros Cardoso, 17.º senhor de Melo e de D. Tomásia Rita de Sousa e Lemos de Alvim e Meneses (filha do 20.º senhor de Bordonhos).
Casou em Lisboa (Lapa), a 18 de fevereiro de 1835, com D. Frederica Xavier Botelho, bisneta do 4.º conde de São Miguel; com geração, tendo a filha mais velha deste casamento, D.  Teresa Francisca de Melo Breyner Sousa de Tavares e Moura, herdado o título de 2.ª condessa de Melo.